# Ferdinando Bocca
Ferdinando Bocca (Torino, 7 settembre 1870 – Torino, 1935) è stato un imprenditore e politico italiano.

## Biografia
Nato a Torino, studia giurisprudenza e comincia l'attività lavorativa presso l'azienda conciaria di famiglia. Nei primi del ventesimo secolo, si stavano sperimentando i primi casi di associazionismo industriale, specialmente su base settoriale: Bocca fonda, nel 1905, insieme ad Achille e Giacomo Durio e alla Banca Commerciale Italiana, la Società anonima Concerie italiane riunite - C.I.R.,   e ne assume la presidenza. Quando sono fondate, nel 1906, la Lega industriale e, il 5 maggio 1910, la Confederazione Italiana dell'Industria, prodoromo della Confederazione Generale dell'Industria Italiana., Bocca copre la carica di vicepresidente.
Legato da amicizia con il sindaco di Torino, Teofilo Rossi, è tra i promotori dell'Esposizione internazionale del 1911. Dal 1898 è consigliere e dal 1909 al 1921 presidente della Camera di Commercio di Torino, che rappresenta nell'Unioncamere. Più volte consigliere comunale, alle elezioni politiche del 1904 è candidato liberale contro il socialista Oddino Morgari, poi a quelle del 1913 contro il socialista Giulio Casalini e infine nel 1919 per il Partito Economico, non venendo mai eletto.
Finanzia L'Idea nazionale, quotidiano di stampo nazionalista, pur intrattenendo buoni rapporti con Giovanni Giolitti.
A seguito degli eventi che portarono alle dimissioni di Louis Bonnefon Craponne, diventa presidente, a 44 anni, di Confindustria, carica che mantiene sino al 1918. 
Prende la tessera del Partito Nazionale Fascista nel 1927 e negli anni trenta è podestà di Rivalta Torinese. Nel 1935 è presidente delle Concerie italiane riunite e della Manifattura di Cuorgnè, consigliere della Banca francese e italiana per l'America del Sud, della Elettricità Alta Italia, della Compagnia anonima d'assicurazione di Torino, della Società italiana radio marittima, della Agricola italo-somala, della Saccarifera somala e dell'Assonime.